# Wilcox
Wilcox és una població dels Estats Units a l'estat de Nebraska. Segons el cens del 2000 tenia 360 habitants.

## Demografia
Segons el cens del 2000, Wilcox tenia 360 habitants, 147 habitatges, i 109 famílies. La densitat de població era de 257,4 habitants per km².
Dels 147 habitatges en un 36,1% hi vivien nens de menys de 18 anys, en un 61,9% hi vivien parelles casades, en un 10,9% dones solteres, i en un 25,2% no eren unitats familiars. En el 24,5% dels habitatges hi vivien persones soles el 15% de les quals corresponia a persones de 65 anys o més que vivien soles. El nombre mitjà de persones vivint en cada habitatge era de 2,45 i el nombre mitjà de persones que vivien en cada família era de 2,87.
Per edats la població es repartia de la següent manera: un 28,9% tenia menys de 18 anys, un 3,6% entre 18 i 24, un 27,5% entre 25 i 44, un 19,2% de 45 a 60 i un 20,8% 65 anys o més.
L'edat mediana era de 40 anys. Per cada 100 dones de 18 o més anys hi havia 89,6 homes.
La renda mediana per habitatge era de 28.958 $ i la renda mediana per família de 32.500 $. Els homes tenien una renda mediana de 27.031 $ mentre que les dones 18.194 $. La renda per capita de la població era de 14.626 $. Aproximadament el 3,6% de les famílies i el 5% de la població estaven per davall del llindar de pobresa.

## Poblacions més properes
El següent diagrama mostra les poblacions més properes.